# Кулибин, Константин Александрович

Кулибин Константин Александрович

Константин Александрович Кулибин (24 апреля [6 мая] 1834, Барнаул, Томская губерния — 22 мая [4 июня] 1914, Витебск) — русский горный инженер.
Сын горного инженера Александра Кулибина, внук механика Ивана Кулибина.

## Биография
В 1853 году окончил Институт Корпуса горных инженеров с малой золотой медалью и был направлен на Алтай.
В 1853—1859 годах находился в золотоискательных партиях на Алтае, в перерывах служил на открытых им золотодобывающих промыслах. От частых простуд расстроил здоровье и был отпущен за границу для лечения с сохранением жалованья.
В 1865 году — уволен по болезни, через три года — вновь принят помощником управляющего казёнными золотодобывающими промыслами Салаирского края.
В 1870 году переехал в Петербург, коллежский советник (1870), в 1871 — служил столоначальником в Горном департаменте.
С 1873 года — на частных горных заводах Центральной России в казённых и частных учреждениях Петербурга, Подмосковья, Урала, в основном как специалист по золоту. Константину Александровичу принадлежит описание «Плавучей золотопромывательной машины», известной у золотопромышленников под названием «Кулибинки» и изобретенной его старшим братом Владимиром.
В 1883 году — действительный статский советник, окружной инженер 1-го округа по надзору за частными горными заводами в замосковных губерниях.
В 1900 году он побывал в Китае, изучал его недра и написал работу: «Месторождения золота в Синедзянской провинции Китая». В Китай он послан был «Русско-Китайской компанией», основанной А. В. Москвиным. Он произвёл осмотр китайских месторождений золота и, будучи пытливым вообще, учёл политическую обстановку на Востоке и сделал прогноз о ближайших военных осложнениях там.
В 1908 году К. А. Кулибин, исходя исключительно из общих геологических соображений, предсказал аномальную золотоносность углей Бачатского и Крапивинского районов Кузбасса и даже предложил технологию их комплексного использования. В конце XX века его выводы были подтверждены работами Б. Ф. Нифантова и других исследователей.
Скончался  22 мая (4 июня) 1914 года в Витебске.

## Семья
Жена, Амалия Богдановна.

## Публикации
Автор более 30 научных работ, опубликованных в «Горном журнале» и «Вестнике золотопромышленности». Кулибин много путешествовал по Средней Азии, Сибири, Крыму, занимался изысканием золотых россыпей на Кавказе. У него есть работы о поисках золота в Туркестане, о жильной породе уральских коренных месторождений, а также о месторождениях рудного золота на Алтае.
- Разбор сочинения D. Levat «L’industrie aurifere» и объяснение причин медленного развития золотого промысла в России // Горный журнал. 1906. — Т. 2. — № 4. — С. 71, 81
- Некоторые способы добычи и промывки золотосодержащих россыпей //Горный журнал. — 1885.— № 1. — С. 24-33.
- О Коренных месторождениях золота в Миасской и Березовских дачах. // Горн. журн., 1887, т. IV, № 11.
- Драгоценные металлы в каменном угле // Золото и платина. — 1908. — № 24. — С. 510—511.